# Ponte 25 de Abril
Die Ponte 25 de Abril (deutsch Brücke des 25. April) ist ein 3,2 Kilometer langer Brückenzug in Portugal mit einer 2278 Meter langen Hängebrücke über den Tejo. Sie ist weltweit, nach der Yavuz-Sultan-Selim-Brücke und der Tsing-Ma-Brücke, die drittlängste Hängebrücke mit kombiniertem Straßen- und Eisenbahnverkehr. Sie verbindet in Nord-Süd-Richtung den Lissabonner Stadtteil Alcântara mit der Stadt Almada. Über die Brücke führt in sechs Spuren die Autobahn A2/IP7. Unter den Einheimischen wird sie schlicht Ponte genannt.

## Geschichte
Erste Überlegungen zu einer Verbindung in den Süden gehen nachweislich bereits in das späte 19. Jahrhundert zurück. 1913 wurde der Regierung der Vorschlag einer Brückenkonstruktion von der Rocha Conde de Óbidos nach Almada unterbreitet. Diese Pläne wurden 1921 wieder durch den spanischen Bauingenieur Peña Boeuf aufgegriffen. Er erreichte, dass sein Vorschlag vor dem portugiesischen Parlament angehört und diskutiert wurde, während 1929 der Bauingenieur António Belo eine Schienenverbindung zwischen dem Lissabonner Ortsteil Beato und Montijo favorisierte. Nach diesen Initiativen setzt der für öffentliche Bauten zuständige Minister Duarte Pacheco 1933 eine erste Kommission ein. Die 1934 vorgestellten Ergebnisse mündeten schließlich in den Bau der Brücke im Nordosten bei Vila Franca de Xira.
Erst 1953 wurde eine weitere Kommission durch die Regierung beauftragt, entsprechende Pläne auszuarbeiten bzw. zu prüfen, die wiederum sowohl einen Schienen- als auch Straßenverkehr ermöglichen sollten. 1958 sprach die Kommission die Empfehlung einer Brückenverbindung vom Lissabonner Südufer zum Cristo-Rei aus. Mit der folgenden öffentlichen Ausschreibung, an der vier Gesellschaften teilnahmen, ging ein Konsortium geführt von dem amerikanischen Stahlkonzern US Steel als Gewinner hervor (US Steel hatte bereits 1935 Pläne dazu vorgestellt und verwendete nun Pläne des Büros von David B. Steinman). Die Baudurchführung erfolgte durch die American Bridge Company, unterstützt durch elf weitere lokale Unternehmen.
Am 5. November 1962 wurde mit dem Bau begonnen. Der benötigte Stahl wurde aus den Vereinigten Staaten importiert. Von den bis zu 3000 Arbeitern auf der Baustelle verloren vier ihr Leben. Mit der Fertigstellung im August 1966 wurden zirka 2,2 Millionen Personenstunden benötigt, wobei die geplante Baudauer um sechs Monate unterschritten wurde.
In einem Staatsakt wurde unter der Anwesenheit höchster Regierungsvertreter wie Präsident Admiral Américo Tomás, Premierminister António de Oliveira Salazar und dem Kardinal von Lissabon Manuel Gonçalves Cerejeira die Brücke am 6. August 1966 unter dem Namen Salazar-Brücke feierlich eingeweiht und der Öffentlichkeit übergeben. Nach der Nelkenrevolution vom 25. April 1974 wurde sie in Ponte 25 de Abril umbenannt.

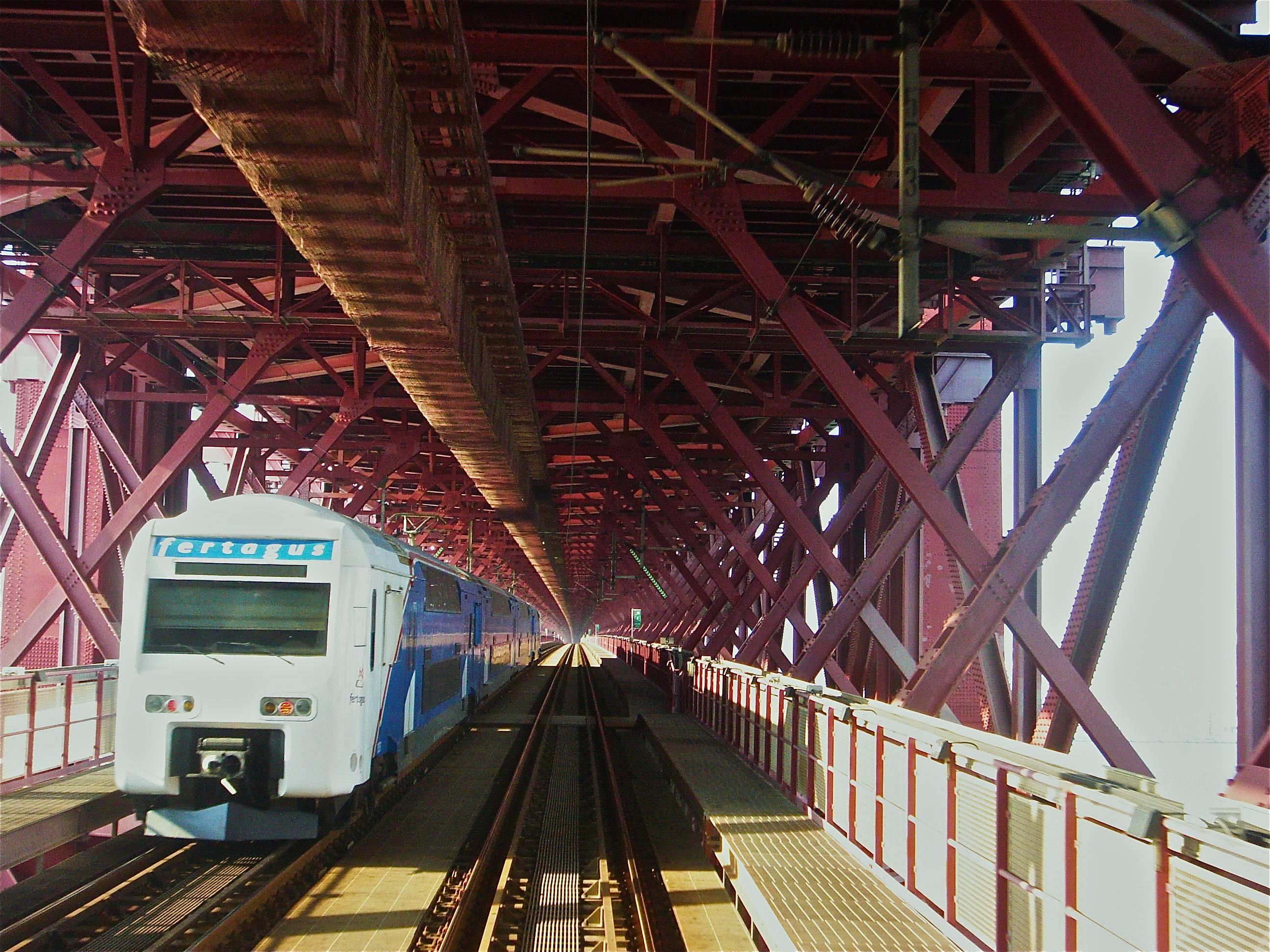
Das Eisenbahndeck der Ponte 25 de Abril mit einem Zug der Fertagus

Beim Bau war die Erweiterung um ein Eisenbahndeck mit zwei Gleisen vorgesehen. Dies wurde erst zwischen den Jahren 1996 und 1999 unter der Fahrbahnplatte zusammen mit der Verbreiterung um zwei Fahrstreifen realisiert. Dazu wurden über den beiden vorhandenen Tragkabeln zwei neue eingebaut, die in neuen externen Ankerblöcken verankert wurden. Die Erweiterung wurde am 30. Juni 1999 freigegeben, seitdem ist die Ponte 25 de Abril Teil der Linha do Sul. Die Ausschreibung für die Eixo Norte/Sul gewann der private Bahnbetreiber Fertagus, der seither Regionalzüge zwischen Lissabon und Coina beziehungsweise Setúbal anbietet. Die staatliche CP fährt erst seit 2004 über die Brücke, und dies lediglich im Fernverkehr in Richtung Alentejo und Algarve. Die Brücke wird ausschließlich von Personenzügen befahren, Güterzüge von Norden nach Süden nutzen die Linha de Vendas Novas, die in Vendas Novas in die Linha do Alentejo übergeht, während diese dann in Funcheira in die Linha do Sul mündet.
Seit 1991 dient die Brücke einmal im Jahr als Startpunkt für den Lissabon-Halbmarathon.
Im September 2017 wurde die Aussichtsplattform Pilar 7 eröffnet, die einen Zugang zur Brücke auf Höhe der Straßenfahrbahn ermöglicht.

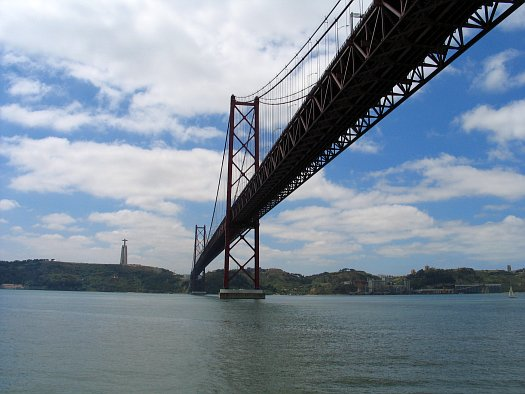
Blick von der Nordseite mit dem Monument Cristo Rei im Hintergrund

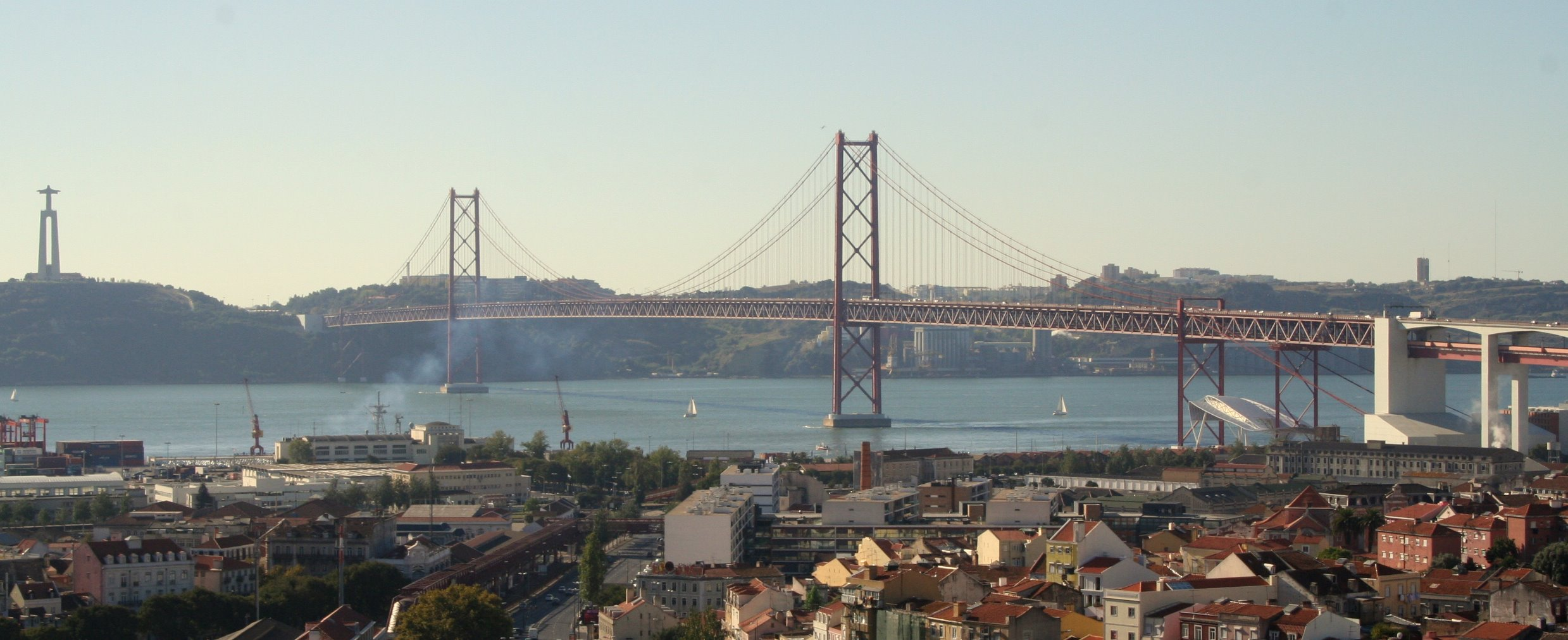
Weiterer Südblick vom Friedhof Cemitério dos Prazeres

## Konstruktion
Die Hauptöffnung der Ponte 25 de Abril hat eine Stützweite von 1012,88 m, die beiden Seitenöffnungen von je 482,42 m. Zusammen mit einer Anschlussöffnung auf der Südseite mit 98,64 m Spannweite und zwei Anschlussöffnungen auf der Nordseite mit je 98,64 m ergibt sich für die stählerne Hängebrücke eine Länge von 2275,64 m. Die Vorlandbrücke am Nordufer des Tejo, eine Spannbetonkonstruktion, hat bei Stützweiten von bis zu 76 m eine Länge von zirka 937 m. Die beiden Hauptpfeiler der Hängebrücke besitzen eine Höhe von 190 m und sind 82 m unter dem Meeresspiegel gegründet. Die Höhe der Straßenfahrbahn über dem Wasser beträgt 70 m.

## Kosten/Maut
Die Baukosten beliefen sich damals auf zirka 2,2 Milliarden Escudos bzw. 32 Millionen US$ (Umgerechnet auf 2006 würde dies rund 201 Millionen US-Dollar entsprechen). Die Brücke sollte durch Mauteinnahmen auf 20 Jahre finanziert werden. Nach dieser Zeit sollte die Brücke mautreduziert oder sogar mautfrei werden, dies wurde durch Regierungsentscheidung nicht umgesetzt.
Die Bekanntgabe der Erhöhung der Mautgebühren von 100 auf 150 Escudos am 14. Juni 1994 führte in den folgenden Tagen zu schweren Protesten gegen die Regierung um Cavaco Silva. Bei einer Demonstration am 25. Juni 1995 kam es zu Ausschreitungen, Verletzten und einer Brückensperrung von über 12 Stunden. Mit der Anhebung sollte eine öffentliche Finanzierung zum Bau der Ponte Vasco da Gama vermieden werden. Dazu wurde an das private Konsortium Lusoponte eine Konzession zur Erhebung von Mautgebühren für beide Brücken auf 40 Jahre vergeben.
Die Mauterhebung erfolgte anfangs in beiden Richtungen – seit 1993 wird diese in Almada nur noch für die Süd-Nord-Richtung (stadteinwärts) verlangt.

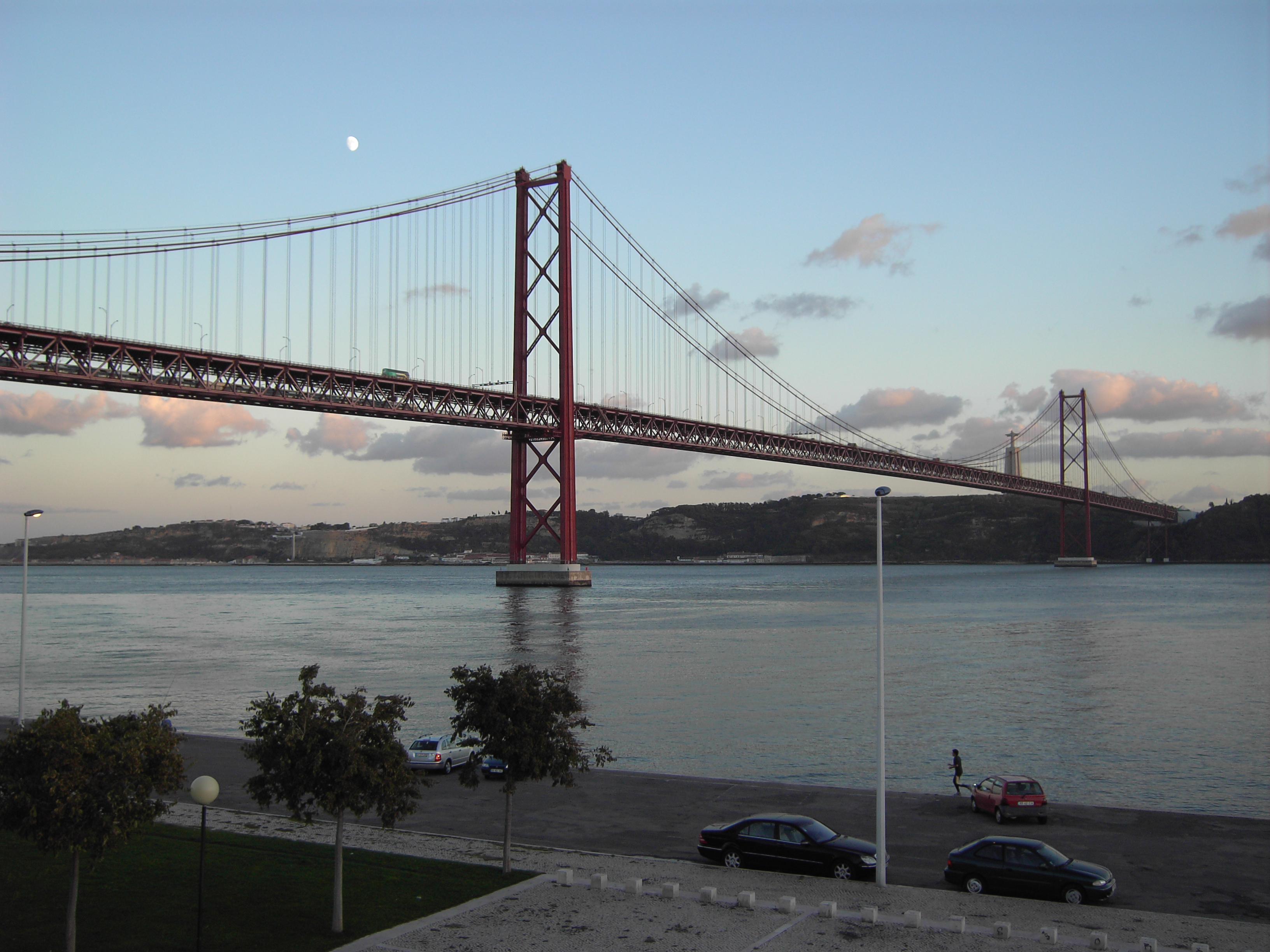
Blick von der Nordseite – im Hintergrund der Cristo Rei

## Verkehr
Im Jahr 2006 überquerten in den Spitzenzeiten über 7000 Straßenfahrzeuge pro Stunde die Brücke, am Tag waren es durchschnittlich zirka 150 000 Straßenfahrzeuge und rund 160 Züge. Insgesamt benutzen zirka 390 000 Personen täglich das Bauwerk.

## Vergleich mit ähnlichen Brücken

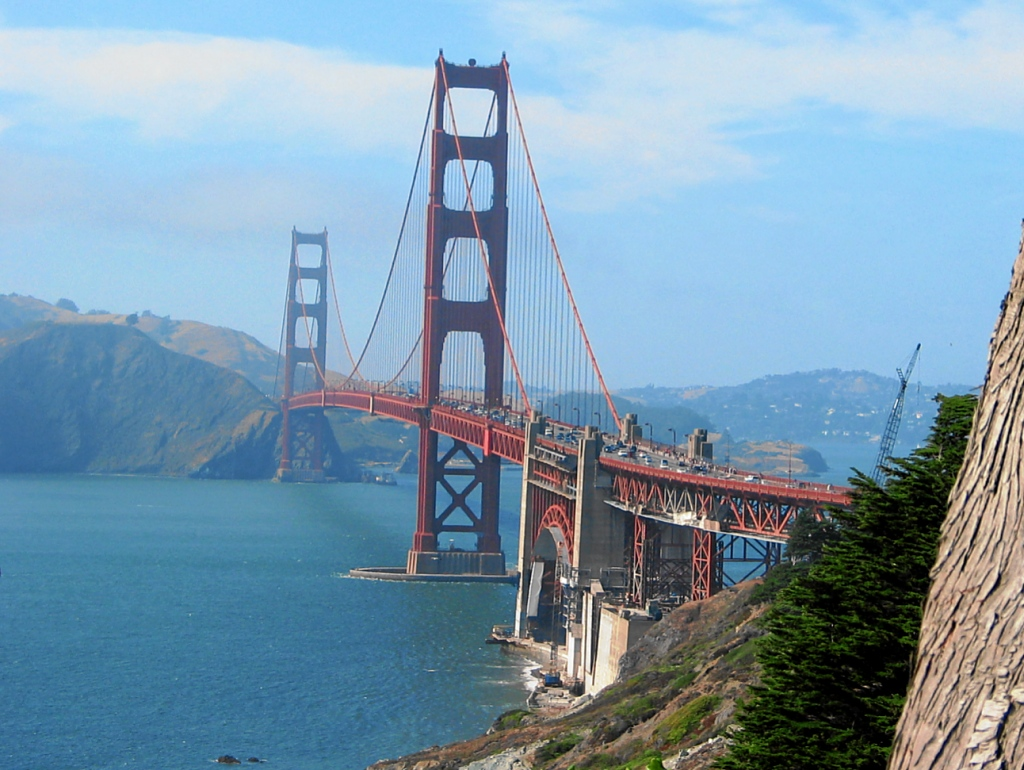
Zum Vergleich die Golden Gate

Aufgrund der Farbe des Anstrichs und des fachwerkartigen Versteifungsträgers hat die Ponte 25 de Abril auf den ersten Blick Ähnlichkeiten mit der Golden Gate Bridge in San Francisco. Allerdings sind die markanten Pylone in Querrichtung nicht durch horizontale Riegel, sondern durch diagonale, einander kreuzende Riegel ausgesteift. Außerdem sind die meisten Maße der Ponte 25 de Abril kleiner. Das eigentliche Vorbild ist die ebenfalls doppelstöckige San Francisco Bay Bridge, die ebenfalls von der American Bridge Company, jedoch schon in den 1930er Jahren gebaut wurde. Als Schwesterbrücke kann die Forth Road Bridge in Edinburgh bezeichnet werden, weil deren Pylone und Versteifungsträger sehr ähnlich konstruiert sind und sie gleichzeitig gebaut wurde.

## Tejobrücken in Lissabon

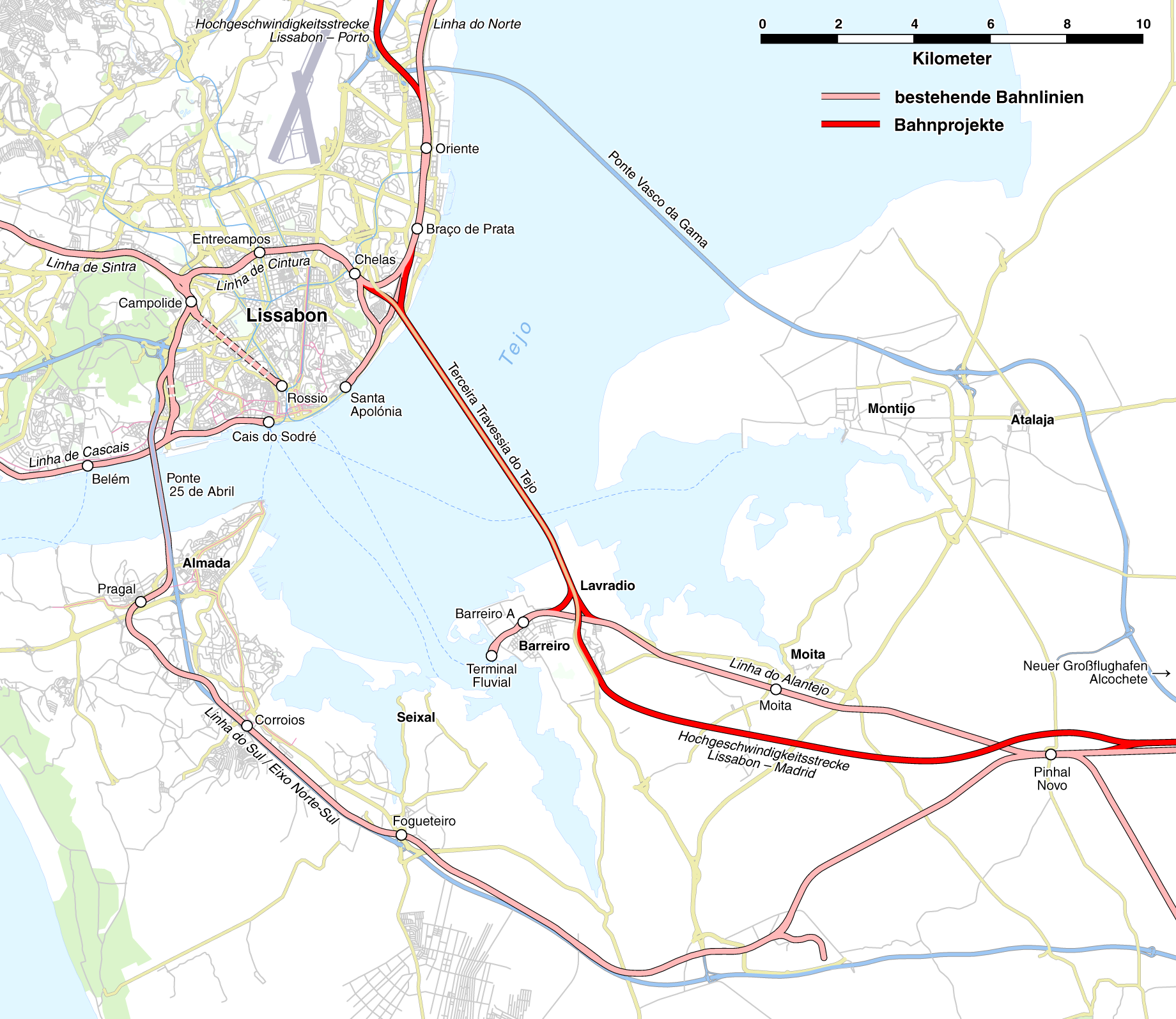
Lage der Tejobrücken

Die Ponte 25 de Abril ist neben der Ponte Vasco da Gama die einzige Brücke, die die Metropole mit der Süd- bzw. Ostseite des Tejo direkt verbindet. Seit 2007 wird über den Bau einer dritten Brückenverbindung diskutiert. In Betracht gezogen wird auch eine Untertunnelung des Tejo. Die Verbindung soll zwischen Barreiro und Beato entstehen und dann auch eine Schnellzugverbindung von Madrid nach Lissabon mit sich bringen.

## Trivia
Die Ponte 25 de Abril diente in zahlreichen Filmen als Kulisse, darunter aus der James-Bond-Reihe Im Geheimdienst Ihrer Majestät von 1969. Auch im Musikvideo Let It Rain Down (2022) von Alle Farben diente sie als Kulisse.